# أغوستين بوليفار
أغوستين بوليفار (بالإسبانية: Agustín Bolívar)‏ (1996 في الأرجنتين - ) هو لاعب كرة قدم أرجنتيني في مركز الوسط. لعب مع جيمناسيا لابلاتا.

## وصلات خارجية
- أغوستين بوليفار على موقع قاعدة بيانات كرة القدم.إي يو (الإنجليزية)
- أغوستين بوليفار على موقع Soccerway.com (الإنجليزية)